# Ministère de l'Éducation (Birmanie)
Cette page contient des caractères spéciaux ou non latins. S’ils s’affichent mal (▯, ?, etc.), consultez la page d’aide Unicode.
Pour les articles homonymes, voir Ministère de l'Éducation.
Le ministère de l'Éducation (birman : ပညာရေးဝန်ကြီးဌာန, [pjìɲàjé wʊ̀ɰ̃dʑí tʰàna], MOE) est un ministère du gouvernement birman responsable de l'enseignement en Birmanie. Il est dirigé par le ministre de l'Éducation, actuellement Nyunt Pe.

## Départements
- Le cabinet du ministre

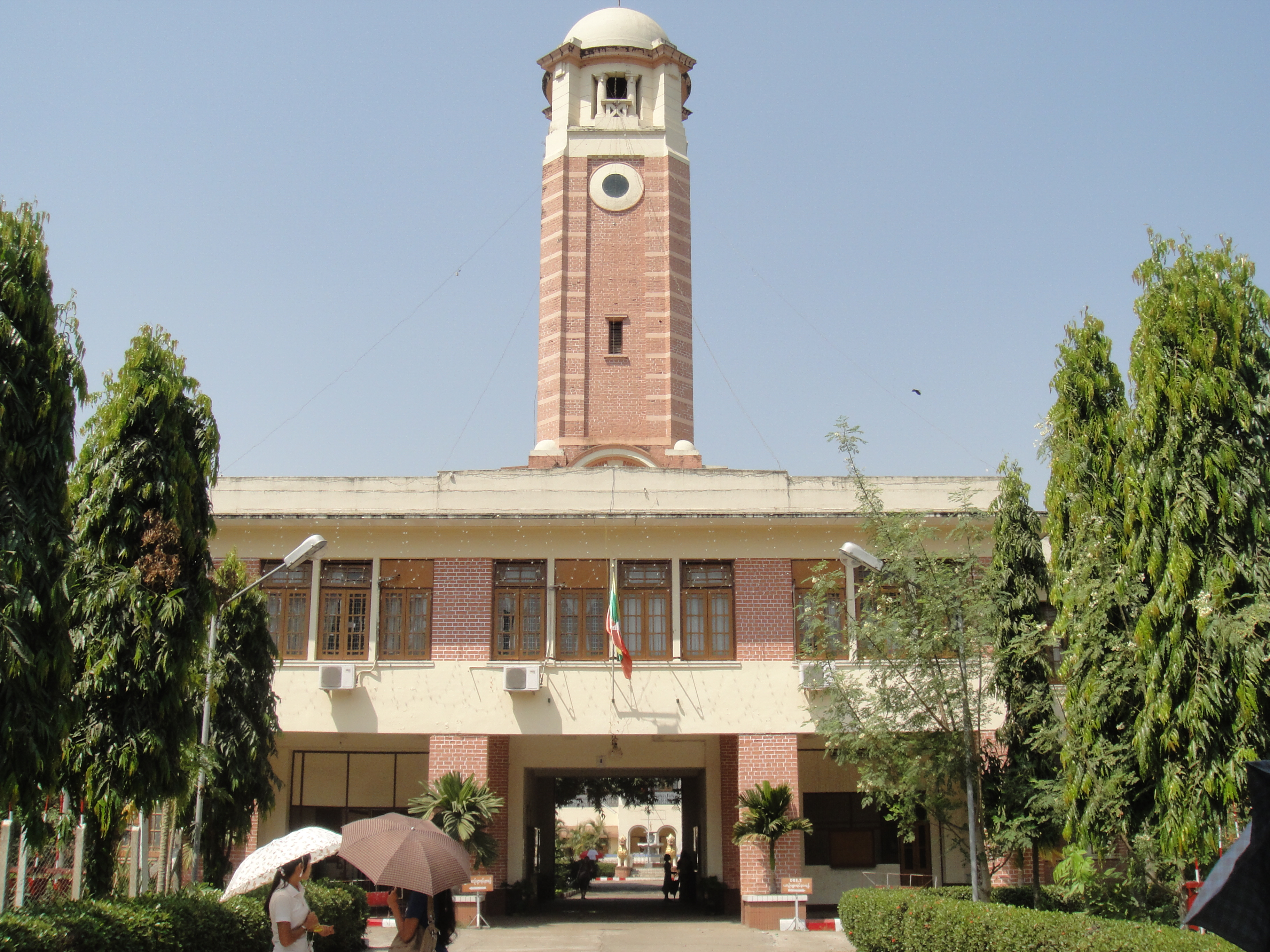
Bâtiment du département de l'éducation de base jusqu'en 1996.

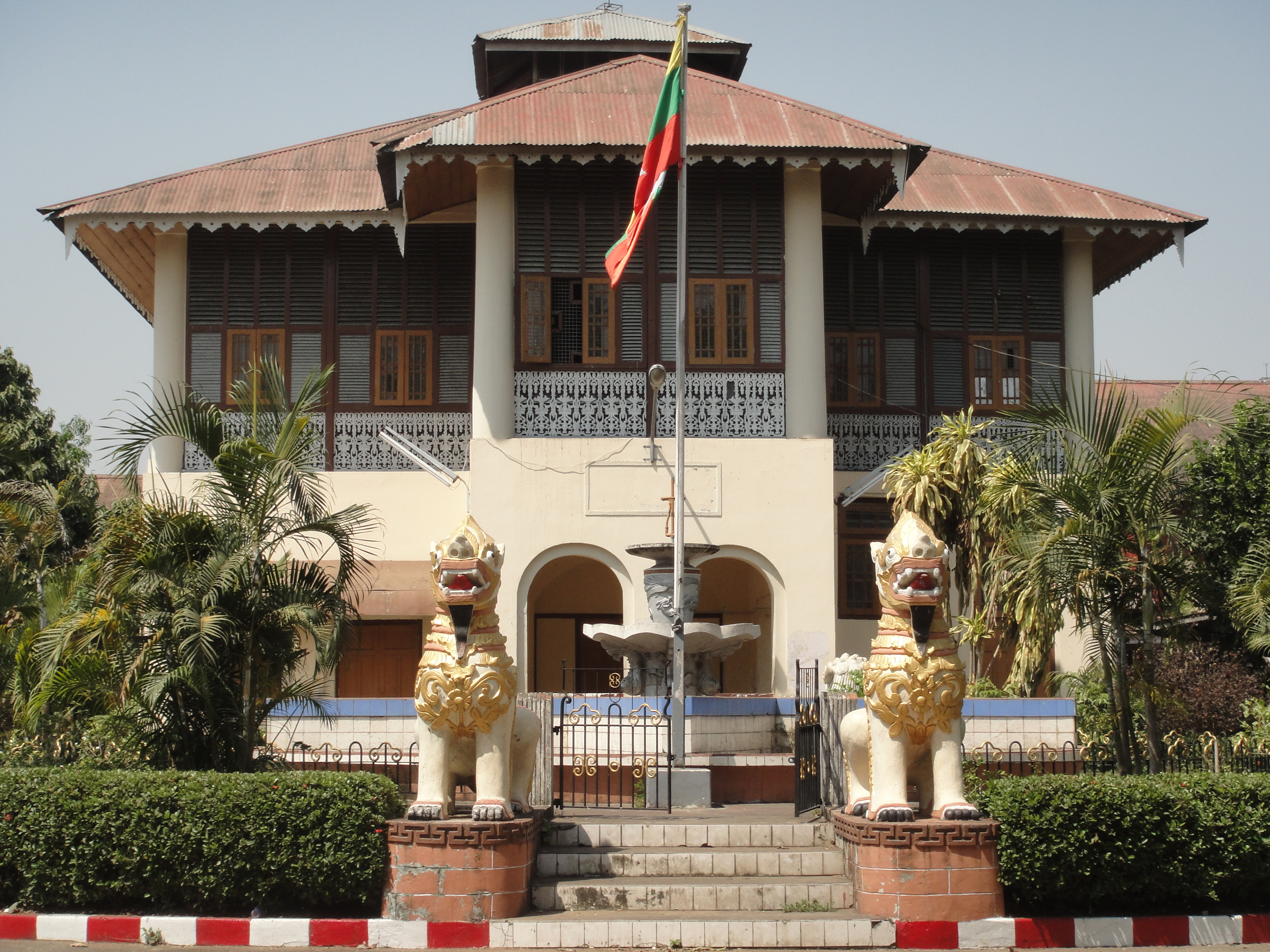
Actuel bâtiment du département de l'éducation de base.

- Département de l'enseignement supérieur အဆင့် မြင့် ပညာ ဦး စီး ဌာန
- Département de la formation des enseignants ဆရာအတတ်ပညာ နှင့် လေ့ ကျင့် ရေး ဦး စီး ဌာန
- Département des ressources humaines et de la planification de l'éducation လူ့စွမ်းအား အရင်းအမြစ် နှင့် ပညာရေး စီမံကိန်း ဦး စီး ဌာန
- Département de l'éducation de base အခြေခံပညာ ဦး စီး ဌာန
- Commission de la langue du Myanmar မြန်မာစာ အဖွဲ့
- Examens du Département du Myanmar မြန်မာနိုင်ငံ စာ စစ် ဦး စီး ဌာန
- Bureau de recherche pédagogique du Département du Myanmar (MERB) ပညာရေး သုသေတန အဖွဲ့ ဦး စီး ဌာန

Le ministère de l'Éducation compte sept départements :
- Le personnel administratif
- Département de l'enseignement supérieur ( အဆင့် မြင့် ပညာ ဦး စီး ဌာန )
- Département de l'éducation de base ( အခြေခံပညာ ဦး စီး ဌာန )
- Commission des langues du Département du Myanmar ( မြန်မာစာ အဖွဲ့ )
- Bureau des examens du Département du Myanmar ( မြန်မာနိုင်ငံ စာ စစ် )
- Bureau de recherche pédagogique du Myanmar (MERB) ( ပညာရေး သုသေတန )

Le personnel de bureau du ministère de l'Éducation relève des sous-ministres et du ministre. Ils supervisent la mise en œuvre des programmes éducatifs, définissent les politiques éducatives, sont responsables de la planification fiscale au sein du ministère et du personnel du département et de l'administration du ministère.

## Liste des ministres
- Ba Maw (1934-1937)
- U Razak (1947)
- Htoon Aung Kyaw
- U Win
- Hla Min
- Maung Gyi
- U Kar (1958-1960)
- Dr Nyi Nyi
- Colonel Hla Han
- Colonel Dr Pe Thein
- Pan Aung
- Than Aung (1997-2004)
- Dr Chan Nyein (2004-2011)
- Dr Mya Aye (ministre) (2011-2013)
- Dr Khin San Yee (2014 – 30 mars 2016)
- Aung San Suu Kyi (30 mars – 6 avril 2016)
- Dr Myo Thein Gyi (6 avril 2016 – 1er février 2021)
- Dr Nyunt Pe (16 février 2021 – en cours)